# Canton de Chavannes
Le canton de Chavannes est un ancien canton français du département de l'Ain. Il faisait partie du district de Bourg. Son chef-lieu était Chavannes-sur-Suran.
Il a été créé sous la Révolution française en même temps que la création des départements et des districts. En 1801, les communes ont été rattachées aux cantons de Ceyzériat et Treffort.

## Composition
Il était composé des 10 communes suivantes :
| Communes                   | Canton actuel              |
| -------------------------- | -------------------------- |
| Arnans                     |                            |
| Chavannes-sur-Suran        | Canton de Treffort-Cuisiat |
| Cize                       | Canton de Ceyzériat        |
| Corveissiat                | Canton de Treffort-Cuisiat |
| Germagnat                  |                            |
| Grand-Corent               | Canton de Ceyzériat        |
| Pouillat                   | Canton de Treffort-Cuisiat |
| Saint-Maurice-d'Échazeaux  |                            |
| Simandre-sur-Suran         | Canton de Ceyzériat        |
| Toulougeon (jusqu'en 1794) |                            |